# البارتوني
البارتوني (باللاتينية: Bartonian)، وهي ثالث مرحلة من فترة الإيوسيني، امتد من 41.03 إلى 37.71 مليون سنة مضت، لمدة 3.32 مليون سنة تقريبا.